# 김혜순
김혜순(金惠順, 1955년 10월 26일~)은 대한민국의 시인이다. 1979년 시단에 등단했다. 1988년 서울예술대학 문예창작과 교수에 임용되었다. 2019년 6월 6일(현지시간) 시집 《죽음의 자서전》(영문제목 ‘Autobiography of Death’)으로 대한민국 최초로 캐나다 최고 권위의 그리핀 시문학상(Griffin Poetry Prize)을 수상했다.

## 생애
경상북도 울진에서 태어나 강원대학교 수학하다 건국대학교 국어국문학과 및 동대학원 국어국문학과를 졸업했다.
1978년 《동아일보》 신춘문예 평론 부문에 〈시와 회화의 미학적 교류〉가 입상하여 비평 활동을 시작했고, 1979년 계간 《문학과지성》가을호에 〈담배를 피우는 시인〉외 4편을 발표하면서 등단했다. 1997년 제16회 「김수영문학상」, 2000년 제1회 「현대시작품상」, 제15회 「소월시문학상」, 2006년 제6회 「미당문학상」, 2008년 제16회 「대산문학상」을 수상했다.
2018년 6월 6일 저녁 캐나다 토론토에서 열린 시상식에서 시집 《죽음의 자서전》으로 시집을 영역한 번역가 최돈미와 함께 그리핀 시문학상 인터내셔널 부문 상을 수상하여 65,000 캐나다달러를 상금(저자 40%와 번역자 60%)으로 받았다.

## 학력
- 울진초등학교 졸업
- 원주여자고등학교 졸업
- 강원대학교 사범대학 국어교육과 중퇴
- 건국대학교 국어국문학 학사 과정 졸업
- 건국대학교 대학원 국어국문학 석사 과정 졸업
- 건국대학교 대학원 국어국문학 박사 과정 졸업

## 경력
- 1989.03 ~ : 서울예술전문대학 문예창작과 교수
- 2000.06 ~ : 시전문계간지 포에지 편집위원
- 2002.12 ~ : 문학계간지 파라21 편집위원

## 가족
- 남편 : 극작가 이강백

## 수상
- 1997년 제16회 「김수영문학상」
- 2000년 제1회 「현대시작품상」
- 2000년 제15회 「소월시문학상」
- 2006년 제6회 「미당문학상」
- 2008년 제16회 「대산문학상」
- 2019년 그리핀 시문학상
- 2022년 호암상

## 저서

### 시집
- 《또 다른 별에서》(문학과지성사, 1981)
- 《아버지가 세운 허수아비》(문학과지성사, 1985)
- 《어느 별의 지옥》(청하, 1988)(문학동네, 1997)(문학과지성사, 2017)
- 《우리들의 陰畵》(문학과지성사, 1990)
- 《나의 우파니샤드, 서울》(문학과지성사 1994) ISBN 893200689X
- 《불쌍한 사랑 기계》(문학과지성사, 1997) ISBN 8932009155
- 《달력 공장 공장장님 보세요》(문학과지성사, 2000) ISBN 8932011591
- 《한 잔의 붉은 거울》(문학과지성사, 2004) ISBN 8932014957
- 《당신의 첫》(문학과지성사, 2008) ISBN 978-89-320-1849-2
- 《슬픔치약 거울크림》 (문학과지성사, 2011) ISBN 978-89-320-2241-3
- 《피어라 돼지》(문학과지성사, 2016) ISBN 978-89-320-2850-7
- 《죽음의 자서전》(문학실험실, 2016) ISBN 979-11-956-2271-9
- 《날개 환상통》(문학과지성사, 2019) ISBN 978-89-320-3530-7
- 《지구가 죽으면 달은 누굴 돌지?》(문학과지성사, 2022) ISBN 978-89-320-3998-5

#### 인용
- 《또 다른 별에서》
이 시집 안에 들어 있는 모든 것을 팽개치고 맹렬하게 도망치고 싶은 심정이다. 그리고 아무도 모르는 곳에 가서 새로이 말을 걸고 싶다, 간절한 내용을 담아서.
- 《아버지가 세운 허수아비》
진정코 한번 멋드러지게 폭발하고 싶다. 그래서 이 껍질을 벗고 한 줌의 영혼만으로 저 공중 드높이……
- 《어느 별의 지옥》
꼴뚜기 같은 내 시들아. 저기 저 어둔 고래를 먹어치우자. 부디.
  - 1997년 판.
울고 싶으면 어떻게 해야 하나?
침을 뱉지.
눈물은 그렇게 다루는 법.
- 《우리들의 陰畵》
지난 시절엔 왜 그리도 자주 젊은 시신들이 땅 속에서, 물 속에서 떠오르던지. 나는 그만 죽음에 휘둘려셔. 사인불명의 퉁퉁 불은 시신을 앞에 놓고 우리는 왜 그리 또 손바닥이 붉어지던지.
- 《나의 우파니샤드, 서울》
시는 아마 길로 뭉쳐진 내 몸을 찬찬히 풀어,
다시 그대에게 길 내어주는,
그런 언술의 길인가보다.
나는 다시 내 엉킨 몸을 풀어
그대 발 아래 삼겹 사겹의 길을……
- 《불쌍한 사랑 기계》
나는 시라는 운명을 벗어나려는, 그러나 한사코 시 안에 있으려는, 그런 시를 쓸 때가 좋았다. 그 팽팽한 형식적 긴장이 나를 시쓰게 했다.

양수막 속에서 튀어나오려는 태아처럼.
자루에 갇힌 고양이처럼.
- 《달력 공장 공장장님 보세요》
그런데 왜 우리는 만날 때마다 태초를 다시 시작하고
헤어질 때마다 종말의 나날을 견뎌야 하는지
시와 사랑의 무늬
그 바깥의 시간들을 나 어찌 다 견디고 살꼬?
- 《한 잔의 붉은 거울》
얼음을 담요에 싸안고
폭염의 거리를 걷는 것처럼
그렇게 이 시간들을 떨었다.
한 발짝 내디딜 때마다
한 줄기 차디찬 핏물이
신발을 적실 것처럼.

### 기타
- 작가론 《김수영》(건국대학교출판부, 1995)
- 산문집 《들끓는 사랑》(학고재, 1996)
- 시론집 《여성이 글을 쓴다는 것은 - 연인, 환자, 시인, 그리고 너》(문학동네, 2002)
- 시산문집 《않아는 이렇게 말했다》(문학동네, 2016)

## 같이 보기
- 한국어 시인 목록

## 참고 자료
- 김혜순 (2003년 1월 21일). “44. 시인 김혜순 - "詩는 내 胎안의 모성을 깨우고 출산하는 행위"”. 한국일보. 2007년 12월 15일에 확인함.[깨진 링크(과거 내용 찾기)]